# Martfalva
Martfalva (Țărmure) település Romániában, a Partiumban, Arad megyében.

## Fekvése
Nagyhalmágytól délnyugatra, a Fehér-Körös bal partja mellett, Sövényes és Körösivánd közt fekvő település.

## Története
Martfalva nevét 1439-ben Chermonfalva, Czermora, 1760–1762-ben Czermora, 1808-ban Czérmora, Repsen, Csermura ~ Czermure, 1854-ben
Martfalva, 1888-ban Czermura, 1913-ban Martfalva néven írták.
1910-ben 422 lakosából 387 román, 28 magyar volt. Ebből 387 görögkeleti ortodox, 22 római katolikus, 7 evangélikus volt.
A trianoni békeszerződés előtt Arad vármegye Nagyhalmágyi járásához tartozott.

## Nevezetességek
- Szent Mihály és Gábriel arkangyaloknak szentelt ortodox fatemploma 1780-ban épült; a romániai műemlékek jegyzékén az AR-II-m-A-00656 sorszámon szerepel.[2]